# Urartu-assyriska kriget
Urartu-assyriska kriget var en konflikt mellan kungadömet Urartu och det assyriska imperiet. Kriget inleddes 714 f.Kr. då kung Sargon II av Assyrien ledde flera fälttåg djupt in på Urartus territorium och vann flera segrar. Efter Sargons död lyckades dock de urartiska kungarna Argishti II och Rusa II återta stora delar av riket och de erövrade även delar av det assyriska imperiets territorium i en serie lyckade motanfall mot assyrierna. Efter Rusa II:s död vände krigslyckan dock igen och Assyrien besegrade Urartu som blev en assyrisk vasallstat. 

## Bakgrund
På mitten av 800-talet f.Kr. uppstod riket Urartu genom att småkungadömen och stammar i det armeniska höglandet enades under en kung. Ett århundrade senare hade den relativt nya staten erövrat stora delar av vad som idag är Armenien och Georgien och blivit en maktfaktor i Mellanöstern. Den assyriske kungen Tiglath-Pileser III insåg det hot som det mäktiga Urartu utgjorde mot hans eget rike och beslutade att det nya riket måste besegras i krig för att säkra Assyriens norra gräns. De assyriska kungarna hade tidigare utfört kampanjer mot Urartu som misslyckats. Tiglath-Pileser lyckades invadera landet men besatte inte det erövrade territoriet efter sin seger vilket resulterade i att Urartu sakta kunde samla sin styrka igen.

## Kriget inleds
714 f.Kr. beslutade sig Assyriens kung Sargon II för att än en gång anfalla Urartu som hade återhämtat sig från Tiglath-Pilesers tidigare kampanjer. Han invaderade den östligaste delen av Urartu och vann vid slaget vid Urmiasjön en stor seger över den urartiska armén och dess kung Rusa I. Rusa skall ha blivit så förnedrad av förlusten att han tog sitt eget liv i skam. Sargon vände sedan mot staden Musasir som var Urartus heligaste stad. Staden intogs av assyrierna och plundrades och Sargon fortsatte därefter med att erövra delar av Urartu innan andra händelser i Assyrien tvingade honom att avbryta sitt fälttåg.

## Urartus motanfall
När Sargon avled 706 f.Kr. inledde Urartus kung Argishti II ett stort motanfall mot de assyriska styrkorna som drevs tillbaka bortom den tidigare gränsen och in på Assyriens områden i det som idag är norra Iran. Mushashir, Ushnū och Tabriz återtogs av Urartu och även delar av assyriska Iran föll.

## Kriget vänder igen
De urartiska segrarna resulterade i en gyllene period av fred som kom att bestå under resten av Arghistis tid som kung och även under hans efterföljare Rusa II:s regeringstid. När Rusa II efterträddes av sin son Sarduri III anföll assyrierna dock än en gång Urartu och denna gång gick det mycket sämre för urartierna. En serie nederlag mot Assyrien ledde till att Urartu blev ett assyriskt vasallkungadöme. De kom sedan att utgöra en assyrisk buffert mot nomadstammarna som drog in norrifrån. Kriget anses därmed ha nått sitt slut.

## Efterspel
Varken Urartu eller det assyriska imperiet skulle bli långlivade efter kriget. 627 f.Kr. bröt en rad inbördeskrig ut i Assyrien vilket kraftigt försvagade landet och 612 f.Kr. brändes Assyriens huvudstad Nineve ned av en allians formad av Babylonien, Kaldéen, Medien, perser, skyter och kimmerer. 609 f.Kr. föll den sista assyriska fästningen och imperiet upphörde att finnas. Medierna och skytena vände sedan sin uppmärksamhet mot Urartu som invaderades och 590 f.Kr. hade även Urartu fallit.